# Global Career Development Facilitator
Global Career Development Facilitator (GCDF) ist ein internationales Zertifikat, das in den USA vom Center for Credentialing and Education (CCE), einer Tochterorganisation des National Board for Certified Counselors (NBCC) für professionell oder paraprofessionell arbeitende sog. Job Facilitators (Helfer bei der Jobsuche) und Career Consultants (Arbeits- und Berufsberater, Studien- und Karriereberater, Beratungslehrer, Arbeitsvermittler, Integrationscoaches usw.) vergeben wird. In Kanada, Neuseeland, Japan, China, Hongkong, Taiwan, Südkorea, der Türkei, Griechenland, Zypern, Rumänien, Bulgarien, Mazedonien und Deutschland wird das Zertifikat von den nationalen Niederlassungen von NBCC International verliehen. Das Zertifikat entspricht den Anforderungen, die die IAEVG gemeinsam mit dem NBCC als Standard für Bildungs- und Berufspraktiker festgelegt hat.

## Allgemein
Weltweit wurden von 1999 bis 2019 über 34.000 Personen in 11 Ländern zertifiziert, davon (Stand 2011–15) in den USA über 10.200, in Japan ca. 3.900, in China 2.100, in Bulgarien 800, in Deutschland 800, in Rumänien 290, in der Türkei 90. Davon sind etwa 12.000 aktiv.
Im Unterschied zur Tätigkeit des Counselors erfordert die Tätigkeit eines Facilitators (Helfers, Unterstützers) kein Master-Studium. Die Urheber des Curriculums gehen davon aus, dass erfolgreiche Arbeitsvermittlung und Berufsberatung nicht notwendig ein Psychologie- oder Counseling-Studium voraussetzt. Wichtiger sind jedoch eine starke methodische Strukturierung, die bisherigen praktischen Berufserfahrungen des Facilitators und seine Kenntnisse verschiedener Berufsfelder, ferner der Grad seiner Vernetzung und seine Fähigkeit, Beziehungen zum Klienten und zu Arbeitgebern aufzubauen. Daher ist die Ausbildung vor allem als Weiterbildung für Praktiker oder als Zusatzausbildung für Lehrer und Berater konzipiert, die Aufgaben der beruflichen Orientierung übernehmen (z. B. für Sekundarschulen gesetzlich vorgeschrieben in South Carolina, ferner in der Türkei). Auch Quereinsteiger in Arbeitsvermittlung und Human-Resource-Management nutzen die Fortbildung. Doch wurden die Module in mehreren Ländern auch in akademische Masterstudiengänge integriert.

## Inhalte der Ausbildung
Die Ausbildung umfasst 120 (in Deutschland bis zu 160) Stunden und 12 Themenkomplexe:
- Unterstützungs- und Gesprächsführungstechniken
- Beschaffung von Arbeitsmarktinformationen
- Tests, Profiling- und Assessmenttechniken
- Diversity der Zielgruppen
- Ethische und juristische Fragen der Beratung
- Modelle der Karriereentwicklung
- Strategien der Jobsuche
- Trainingsmethoden
- Programmmanagement und Programmimplementation
- Public Relations
- Neue Technologien und soziale Netzwerke
- Konsultations- und Supervisionstechniken

Die Ausbildung ist an die je nationale Situation und kulturelle Besonderheiten angepasst, wobei z. T. – aber nicht ausschließlich – die Techniken der klientenzentrierten Kommunikation von Carl Rogers angewendet werden. Viele der US-amerikanischen GCDF arbeiten in den Career One Stop Centers des US-Arbeitsministeriums. In Deutschland ist das Zertifikat vor allem bei Jobcentern und Optionskommunen, bei den Beschäftigungspakten 50plus sowie bei Bildungsträgern, Career Services der Hochschulen und im Bereich der beruflichen Rehabilitation und des Personaltransfers verbreitet. Großer Wert wird auf die laufende Qualitätssicherung in der Anwendungspraxis gelegt. Für die Zertifizierung sind der nicht nur eine theoretische und praktische Prüfung, sondern auch der Nachweis einer längeren einschlägigen Praxis unter Supervision sowie eine permanente Weiterbildung und die Anerkennung eines Ethikcodex Voraussetzung.
In den USA (zuerst durch die National Employment Counseling Association), Kanada und Deutschland (seit 2013) wird das Training auch in Online-Form angeboten, in Singapore als Blended Learning.

## Geschichte
Das Curriculum zur Ausbildung von GCDF (ursprünglich: Career Development Facilitator – CDF) wurde 1994/95 aufgrund einer Bedarfsanalyse des später aufgelösten National Occupational Information Coordinating Committee (NOICC) durch die Oakland University in Rochester (Michigan) entwickelt. Ziel war es, den angesichts der Verwerfungen der globalen Arbeitsmärkten absehbar steigenden Beratungsbedarf zu decken und zugleich einheitliche Qualitätsstandards anzuregen. Impulse hierzu gingen maßgeblich auch von der Clinton-Administration aus, v. a. von US-Arbeitsminister Robert B. Reich. Die Rechte am Curriculum gingen 2000 an die National Career Development Association (NCDA) über. Seit 1997 werden die Absolventen der Weiterbildung durch das Center for Credentialing in Education (CCE), eine Tochter des National Board for Certified Counselors (NBCC) zertifiziert.
Der GCDF wird von vielen kommerziellen und nichtkommerziellen lokalen Partnern in vielen Ländern angeboten, u. a. auch als Fernkurs von der National Employment Counseling Association der USA. 2005 wurde das Curriculum vom IUK-Institut Dortmund für Deutschland adaptiert und u. a. auch von der Frankfurt University of Applied Sciences erprobt. 2008 wurde EBCC (European Board for Certified Counselors) mit Sitz in Lissabon sowie 2009 NBCC Deutschland in Dortmund gegründet, die den GCDF in Europa weiter verbreiteten. Im Februar 2011 wurde zum ersten Mal der NBCC Deutschland Award für innovative und nachhaltige Leistungen auf dem Gebiet der Beratung und Vermittlung von Arbeitsuchenden an das Projekt Alpha 50+ der INQUA gGmbH Halle vergeben.
Ende 2015 wurde der Präsenzkurs in Deutschland zugunsten von stärker zielgruppenspezifischen Angeboten z. B. zur Arbeitsintegration von Flüchtlingen sowie von E-Learning eingestellt. Die Methodik ist in anderen Kursen für Praktiker und „Quereinsteiger“ der Jobcenter und Träger, die selten über entsprechende Zertifikate verfügen, besonders geeignet und wird daher weiter verwendet.